# Fabbricante di lacrime
Fabbricante di lacrime és una pel·lícula romàntica per a adolescents italiana del 2024 dirigida per Alessandro Genovesi, basada en la novel·la homònima d'Erin Doom. Es va estrenar a Netflix el 4 d'abril de 2024 amb subtítols en català.
Magazzini Salani va publicar el llibre el 2021 i es va convertir en la novel·la més venuda del 2022 a Itàlia. Després del seu èxit, Colorado Film va adquirir els drets d'una adaptació cinematogràfica a mitjans del 2022. El rodatge va tenir lloc a Roma, Pescara i Ravenna de febrer a juny de 2023.